# Ischnopteris callistrepta
Ischnopteris callistrepta är en fjärilsart som beskrevs av Louis Beethoven Prout 1928. Ischnopteris callistrepta ingår i släktet Ischnopteris och familjen mätare. Inga underarter finns listade i Catalogue of Life.